# Бързия (река)
Бързия е река в Северозападна България, област Монтана – община Берковица, десен приток на река Огоста (влива се в язовир „Огоста“). Дължината ѝ е 35 km.
Река Бързия извира на около 1 km югозападно от връх Тодорини кукли (1785 m, най-високата точка на планината Козница), на около 1700 m н.в. под името Гаванещица. Първите 4 km реката има западна посока, а след това завива на север, като до село Бързия тече в дълбока залесена долина. След селото реката пресича Берковската котловина, а между селата Мездрея и Комарево образува пролом. Към село Боровци долината става широка и е заета от обработваеми земи. Влива се в южната част на язовир „Огоста“ на 186 m н.в.
Площта на водосборния басейн на реката е 241 km2, което представлява 7,6% от водосборния басейн на река Огоста.
Списък на притоците на река Бързия: → ляв приток ← десен приток:
- → Кадийска бара
- → Рибна бара
- → Даб фишек
- ← Берберска бара
- ← Садена бара
- ← Ширине
- → Стругарница
- → Раковица
- ← Врещица
- → Берковска река (Камщица)
- → Костенка
- ← Балювска

По течението ѝ са разположени три села: Бързия, Комарево и Боровци.
В горното течение на реката водите ѝ са включени в Каскада „Петрохан“: ВЕЦ „Бързия“ (5600 kW) и „Клисура“ (3400 kW).
Почти по цялото течение на реката (с изключение на най-горното и най-долното), на протежение от 30 km преминава Републикански път II-81 от Държавната пътна мрежа София – Монтана – Лом.
От село Боровци до град Берковица по долината на реката е прокарана и жп линията Бойчиновци – Берковица.

## Топографска карта
- Лист от карта K-34-23. Мащаб: 1 : 100 000.
- Лист от карта K-34-35. Мащаб: 1 : 100 000.